# Klerikal fascism

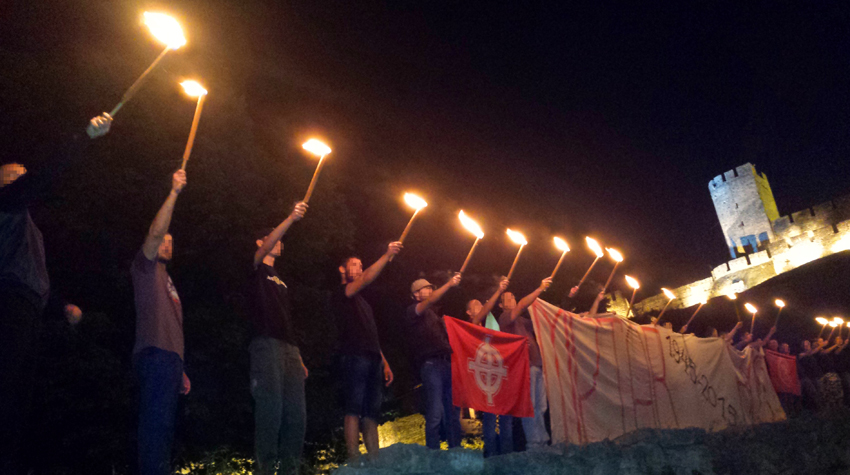
Anhängare till den klerofascistiska organisationen Serbisk aktion hedrar 70 årsdagen av Dmitrije Ljotićs död.

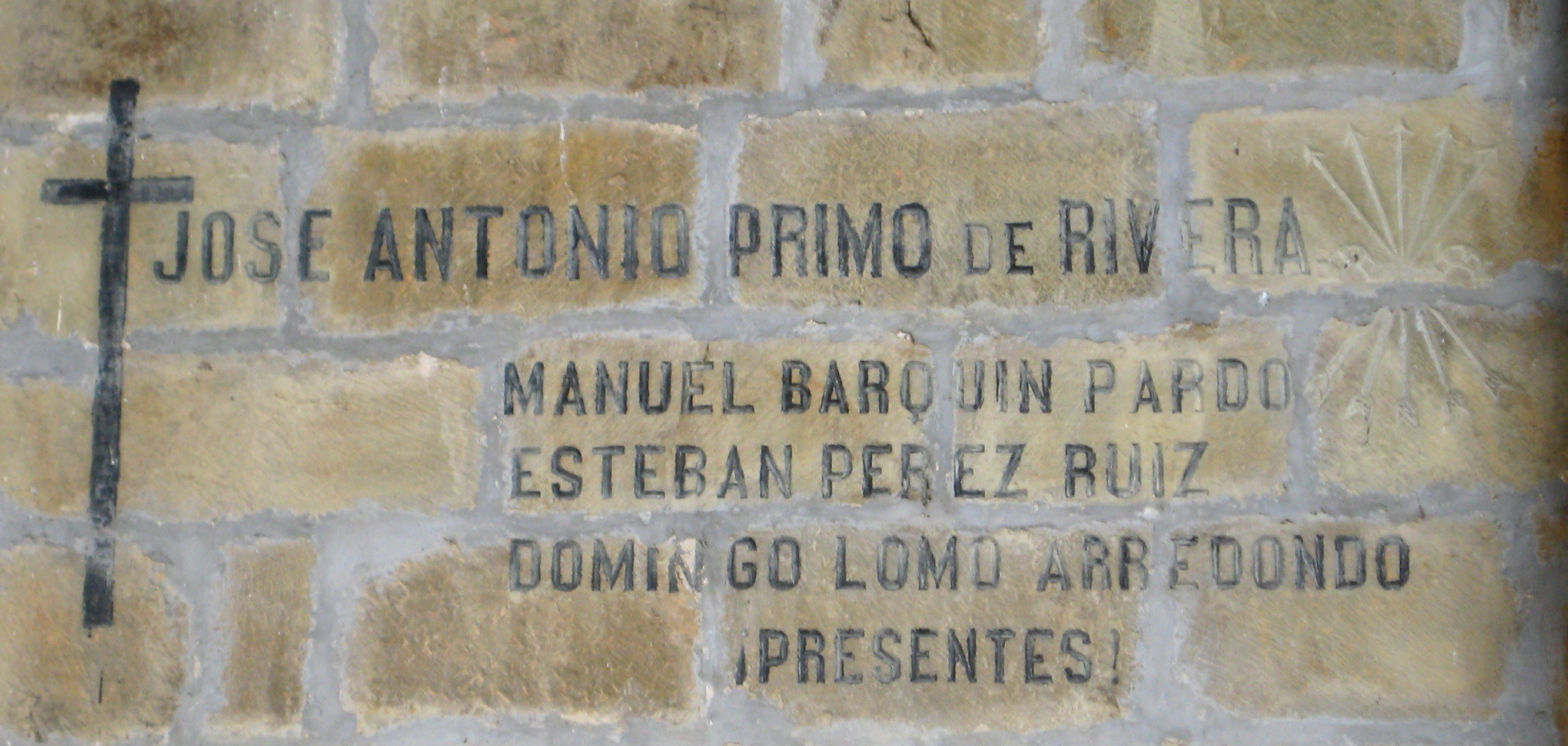
Minnesskrift vid kyrkan San Miguel i Ogarrio, norra Spanien för den spanske kristne fascistledaren José Antonio Primo de Rivera som ledde Falangistpartiet. Partiets symbol har tagits bort från väggen, men korset och den fascistiska hälsningen "Presentes" står kvar.

Klerikal fascism, också kallat Klerikalfascism eller Klerofascism, betecknar den ideologiska konstruktion som blandar fascismens korporativism och elitism med starkt religiösa budskap, traditioner och mål.
Bland grupper i den klerikala fascismen märks Serbisk aktion, Obraz, Järngardet, Hlinkagardet, Ustaša och Pilkorsrörelsen. Även Leon Degrelle som ledde Rexism-rörelsen kan nämnas som kristen fascist. Samtliga grupper hade rasistiska inslag i sin ideologi, vilket skiljer dem från den klassiska fascismen.
Inom den klerikala fascismen förkastade man materialism och förespråkade en ideologi som enade kristendomen och fascismen. De kristna fascisterna värnade om både kristen moral och korporativismen, ofta med inslag av religiös mystik och ritualer. De följde en kristen idealism och satte tron till Gud och religiösa traditioner högt, ofta tillsammans med tilltron till en stark, bildad ledare eller en slags elit som skulle "leda folket".